# Stelis (orquídea)
Stelis é um género botânico pertencente à família das orquídeas (Orchidaceae).

## Etimologia
O nome refere-se à sua semelhança a uma planta epífita conhecida como erva-de-passarinho.

## Sinônimos
Apatostelis Garay,  Bot. Mus. Leafl. 27 (7-9): 185-186. 1979.
Humboltia Ruiz & Pav., Fl. Peruv. Prodr. 1: 121, t. 27. 1794.
A aceitação de muitos dos gêneros listados na caixa taxonômica ao lado encontram-se em debate. Como não há consenso estão em artigos à parte na Wikipédia. Veja a discussão das razões em cada um dos artigos.

## Histórico
O gênero Stelis foi proposto por Swartz no Journal für die Botanik 1799 (2): 239, pl. 2, f. 3, em 1799, baseando sua descrição na espécie tipo, Stelis ophioglossoides, anteriormente descrita por Jacquin como Epidendrum ophioglossoides.

## Distribuição
Existem mais de oitocentas espécies de Stelis espalhadas pela América tropical, sendo que entre cerca de cinquenta e cem no Brasil. A incerteza no número de espécies da flora brasileira é devida ao fato de nenhum estudo detalhado dessas espécies ter sido publicado em muitas décadas. Conforme o autor encontramos dezenas de espécies consideradas sinônimos que outros consideram válidas.

## Descrição
São plantas epífitas, de crescimento cespitoso, habitantes de florestas úmidas, que apresentam certa variedade vegetativa, porém muito pouca variedade quanto à floração. Quando encontram-se fora do período de floração, e sem vestígios de hastes secas, podem ser facilmente confundidas com Pleurothallis.
Embora suas flores sejam diminutas, florescem em longos e abundantes racemos densamente carregados tornando-se assim bastante decorativas. A pouca variedade no formato de suas flores, bem como sua dimensão mínima, também tornam dificílima a identificação das espécies dentro do próprio gênero.
As flores normalmente são triangulares, com sépalas curtas, mais largas que longas, abertas em um plano. As pétalas são espessas, mas tão pequenas que em algumas espécies só são visíveis com lupa. Geralmente confundem-se com o labelo e a coluna, também mínimos. Suas cores variam do verde escuro ao vinho, de quase transparentes a tons pálidos de amarelo ou verde claro.
Um fato interessante sobre algumas destas plantas, é o hábito que suas flores possuem de se fecharem quando não há luz ou o ar está muito seco e depois abrirem-se novamente. Outras fazem justamente o contrário, abrindo-se quando há pouca luz.

## Filogenia
Em 2001, baseados nos resultados de suas análises filogenéticas, Pridgeon & M.W.Chase, alegando existir inflação na quantidade de gêneros descritos, desejando diminuira o número de gêneros existentes, transferiram grande quantidade de espécies do gênero Pleurothallis e outros incluidos na caixa taxonõmica acima para Stelis, transformando-o em um gênero gigande e morfológicamente variado.
Segundo Carlyle August Luer, trata-se de transferência desnecessária, uma vez que para estas espécies, em quase todos os casos já havia gêneros descritos. Apesar da análise molecular indicar que estas espécies encontram-se em um estágio evolucionário muito próximo de Stelis, as espécies transferidas apresentam floração completamente diferente destas. Ao contrário, na maioria dos casos sua morfologia é muito mais próxima de Pleurothallis. Luer alega ainda que a transferência em massa te todas as espécies por ele classificadas em subgêneros de Pleurothallis com base em amostragem feita em uma única espécie de todo o grupo não é suficiente para afiançar a nova classificação dessas espécies. Parte das espécies transferidas para Stelis em estudos mais recentes a cargo da Universidade da Florida tem indicado o posicionamento da maioria dessas espécies no subclado irmão de Stelis, Pabstiella e Effusiella. Em 2007 Luer publicou a maior parte dessas novas combinações. Enfim, a controvérsia na comunidade científica sobre a aceitação dessa transferência é grande. Se hoje não conseguimos identificar facilmente uma espécie de Stelis, ao menos o gênero era imediatamente identificável antes da transferencia proposta pelo grupo de Kew.
Aqui trazemos independentes os gêneros Crocodeilanthe, Physosiphon, Pseudostelis, Effusiella, Dracontia, Elongatia, Mystax, Physothallis, Salpistele, Uncifera e Condylago.
A posição exata de cada um deles na chave filogenética ainda é incerta, entretanto adiantamos que junto com Pabstiella, Pleurothallis e Ophidion, todos os gêneros citados acima formam o quinto grande clado da subtribo Pleurothallidinae, entre os  clados de Anathallis e de Specklinia.